# 한국철도기술연구원

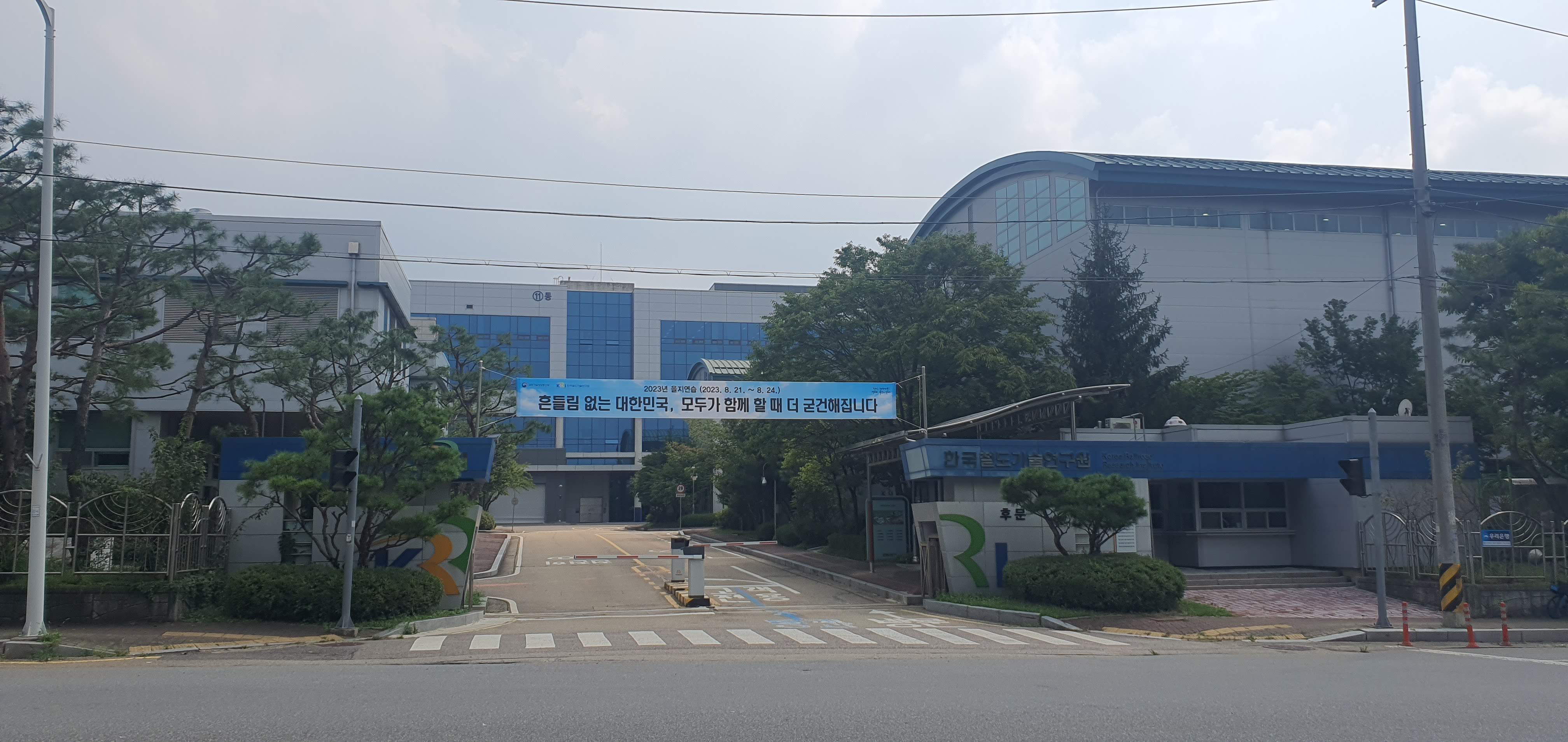
연구소 전경

한국철도기술연구원(韓國鐵道技術硏究院, Korea Railroad Research Institute)은 철도분야의 기술개발 및 정책연구를 통한 철도교통의 발달과 철도산업의 경쟁력 강화를 목적으로 설립된 대한민국 유일의 철도종합연구기관이다. 과학기술정보통신부 산하 기타공공기관으로 지정되어 있으며 경기도 의왕시 철도박물관로 176 (월암동)에 위치하고 있다.

## 개요
1996년 3월 ‘국유철도의 운영에 관한 특례법’에 따라 설립되었으며, 전신은 1994년 5월 설립된 한국철도산업기술연구원(주)이다. 한국형 고속열차, 동력분산형 고속열차, 한국형 경량전철시스템, 무가선 트램 등을 개발하였으며 의왕시 본원에는 300여종의 연구시험장비를 운영하고 있다.
2018년 4월 3일에는 충북 오송의 철도연구단지에서 철도완성차안전시험연구시설 준공식을 가졌다.

## 주요기능 및 역할
- 고속철도, 일반철도, 도시철도 및 경량전철 시스템 연구개발
- 차세대 대중교통시스템 연구개발
- 철도안전, 표준화, 철도정책 및 물류 기술 연구개발
- 남북철도 및 대륙철도 연계기술 연구개발
- 철도 핵심원천기술 연구개발
- 기술정책 수립 지원, 시험평가 인증, 인력양성, 기술지원 등

## 기관 연혁
한국철도기술연구원의 주요 연혁은 다음과 같다.
- 1996년 3월 :「국유철도의운영에관한특례법」에 의거 철도청 출연기관인 한국철도기술연구원 설립
- 1999년 1월 :「정부출연연구기관등의설립·운영및육성에관한법률」로 설립근거법 변경
- 2000년 8월: KOLAS 공인시험기관 인정 (산업자원부 기술표준원)
- 2005년 9월: 한국형 무인경량전철차량 과기부 NET 인증
- 2005년 10월: 한국형 무인경량전철차량 부산지하철 3호선 '미남-안평' 구간 투입 확정
- 2006년 6월: 한국형 고속열차, 호남선, 전라선 투입 확정
- 2006년 10월: 한국형 고속열차,「대한민국 기술대상」금상 수상
- 2007년 4월: 한국형 틸팅열차, 8대 출연연 국가 톱 브랜드 선정
- 2007년 11월: '프리캐스트 콘크리트 슬래브를 이용한 조립식 슬래브궤도 설치 기술' NET 인증
- 2008년 3월: 설립근거법 개정에 따른 주무부처 변경(지식경제부 산하)
- 2008년 5월: 세계철도학술대회(WCRR) 2008 개최
- 2010년 3월: 한국형 고속열차(KTX-산천) 상업 운행
- 2014년 12월: 국제철도연맹(UIC) 2014 Innovation Awards 수상(2건)
- 2015년 9월: 광복70주년 우수과학기술 70선 선정(한국형 고속열차)
- 2016년 12월: 국제철도연맹(UIC) 2016 Innovation Awards 수상(1건)

## 조직
- 감사
  - 감사실

### 국가과학기술연구회

#### 한국철도기술연구원장

##### 부원장
- 미래혁신전략실
- 첨단철도기술기획실
- 신교통혁신연구소
  - 하이퍼튜브연구팀
  - 자율주행제어연구팀
  - 교통환경연구팀
  - 철도안전연구팀
  - 스마트모빌리티연구팀
  - 북방철도연구팀
- 철도시험인증센터
  - 형식승인팀
  - 기술기준팀
  - 첨단시험장비구축팀
- 연구기획본부
  - 기획예산실
  - 연구관리팀
  - 홍보협력팀
  - 정보자산팀
- 경영지원본부
  - 총무구매팀
  - 인력개발팀
  - 재무관리팀
  - 시설안전팀
- 기술사업화센터
  - 기술사업화팀
  - 중소기업지원팀
- 차세대철도차량본부
  - 고속철도연구팀
  - 도시철도연구팀
  - 경량전철연구팀
  - 차량핵심기술연구팀
- 첨단궤도토목본부
  - 철도구조연구팀
  - 궤도노반연구팀
  - 첨단인프라연구팀
- 스마트전기신호본부
  - 전철전력연구팀
  - 추진시스템연구팀
  - 열차제어통신연구팀
  - 연계환승연구팀
- 미래교통정책본부
  - 철도정책연구팀
  - 물류기술연구팀